# Anypotactini
Los anipotactinos (Anypotactini) son una tribu de insectos coleópteros curculiónidos pertenecientes a la subfamilia Entiminae.  

## Géneros
- Anypotactus
- Bothinodontes
- Cylloproctus
- Helicorrhynchus
- Hyphantus
- Hypsometopus
- Neoanypotactus
- Nototactus
- Paonaupactus
- Phanasora
- Polydacrys
- Prepodellus
- Sitonites